# Саломов, Шавкат Расулович
Шавкат Расулович Саломов (узб. Shavkat Rasulovich Salomov; род. 13 ноября 1985, Бухара) — узбекистанский футболист, полузащитник.

## Карьера
Воспитанник ДЮСШ «Бухара».
В 2000—2006 гг. играл за клуб «Бухара». С 2007 по 2012 год играл за ташкентский «Бунёдкор».
В феврале 2013 года Саломов перешёл в казахстанский клуб «Жетысу». 9 марта 2013 года в матче 1-го тура чемпионата Казахстана 2013 в матче против «Кайрата», в своём дебютном матче Саломов забил первый гол за «Жетысу».
В январе 2014 года подписал контракт с павлодарским «Иртышом». Но уже в феврале покинул команду ввиду отказа руководства клуба повышать зарплату в связи с девальвацией тенге.
В 2016 году вернулся в состав «Бухары».
В 2007 году провёл два матча за сборную Узбекистана. В составе сборной Узбекистана стал полуфиналистом Кубка Азии 2011 года.

## Достижения
«Бунёдкор»
- Чемпион Узбекистана (3): 2008, 2009, 2011
- Серебряный призёр чемпионата Узбекистана: 2012
- Обладатель Кубка Узбекистана (2): 2008, 2012
- Финалист Кубка Узбекистана: 2009
- Итого: 5 трофеев

«Насаф»
- Бронзовый призёр чемпионата Узбекистана: 2010

## Статистика

### Клубная
| Клуб               | Сезон            | Лига             | Лига  | Лига | Кубки  | Кубки | Кубки | Конт.турниры | Конт.турниры | Конт.турниры | Прочие | Прочие | Прочие | Всего | Всего |
| Клуб               | Сезон            | Сорев.           | Матчи | Голы | Сорев. | Матчи | Голы  | Сорев.       | Матчи        | Голы         | Сорев. | Матчи  | Голы   | Матчи | Голы  |
| ------------------ | ---------------- | ---------------- | ----- | ---- | ------ | ----- | ----- | ------------ | ------------ | ------------ | ------ | ------ | ------ | ----- | ----- |
| Курувчи / Бунёдкор | 2008             | ЧУ               | 20    | 2    | КУ     | 4     | 0     | -            | -            | -            | -      | -      | -      | 24    | 2     |
| Курувчи / Бунёдкор | 2009             | ЧУ               | 11    | 2    | КУ     | 2     | 2     | ЛЧ           | 5            | 1            | -      | -      | -      | 18    | 5     |
| Курувчи / Бунёдкор | 2010             | ЧУ               | 1     | 0    | КУ     | 1     | 0     | ЛЧ           | 3            | 0            | -      | -      | -      | 5     | 0     |
| Насаф              | 2010             | ЧУ               | 12    | 2    | КУ     | 0     | 0     | К            | 0            | 0            | -      | -      | -      | 12    | 2     |
| Насаф              | Всего            | Всего            | 12    | 2    |        | 0     | 0     |              | 0            | 0            |        | -      | -      | 12    | 2     |
| Бунёдкор           | 2011             | ЧУ               | 23    | 2    | КУ     | 4     | 0     | ЛЧ           | 5            | 0            | -      | -      | -      | 32    | 2     |
| Бунёдкор           | 2012             | ЧУ               | 23    | 6    | КУ     | 7     | 4     | ЛЧ           | 11           | 1            | -      | -      | -      | 41    | 11    |
| Бунёдкор           | Всего            | Всего            | 78    | 12   |        | 18    | 6     |              | 24           | 2            |        | -      | -      | 120   | 20    |
| Жетысу             | 2013             | ЧК               | 27    | 3    | КК     | 0     | 0     | -            | -            | -            | -      | -      | -      | 27    | 3     |
| Жетысу             | Всего            | Всего            | 27    | 3    |        | 0     | 0     |              | -            | -            |        | -      | -      | 27    | 3     |
| Шахтёр (Караганда) | 2014             | ЧК               | 20    | 3    | КК     | 1     | 0     | ЛЕ           | 2            | 0            | СК     | 1      | 0      | 24    | 3     |
| Шахтёр (Караганда) | Всего            | Всего            | 20    | 3    |        | 1     | 0     |              | 2            | 0            |        | 1      | 0      | 24    | 3     |
| Всего за карьеру   | Всего за карьеру | Всего за карьеру | 137   | 20   |        | 19    | 6     |              | 26           | 2            |        | 1      | 0      | 183   | 28    |

### Международная

#### Матчи и голы за сборную
| № | Дата            | Место                                | Соперник         | Счёт | Голы Саломова | Соревнование                                    |
| 1 | 25 марта 2011   | Черногория, Подгорица, «Под Горицом» | Черногория       | 0:1  | —             | Товарищеский матч                               |
| 2 | 25 февраля 2012 | Республика Корея, Чонджу, «Чонджу»   | Республика Корея | 2:4  | —             | Товарищеский матч                               |
| 3 | 29 февраля 2012 | Ирландия, Тоёта, «Тоёта»             | Япония           | 1:0  | —             | Отборочный матч чемпионата мира по футболу 2014 |
| 4 | 19 ноября 2013  | Гонконг, «Монг Кок»                  | Гонконг          | 2:0  | —             | Отборочный матч кубка Азии по футболу 2015      |

Итого: 4 матча / 0 голов; 2 победы, 0 ничьих, 2 поражения.

#### Сводная статистика игр/голов за сборную
| Сборная          | Год              | Отборочные матчи ЧМ | Отборочные матчи ЧМ | Финальные матчи ЧМ | Финальные матчи ЧМ | Отборочные матчи КА | Отборочные матчи КА | Финальные матчи КА | Финальные матчи КА | Товарищеские матчи | Товарищеские матчи | Итого | Итого |
| Сборная          | Год              | Игры                | Голы                | Игры               | Голы               | Игры                | Голы                | Игры               | Голы               | Игры               | Голы               | Игры  | Голы  |
| ---------------- | ---------------- | ------------------- | ------------------- | ------------------ | ------------------ | ------------------- | ------------------- | ------------------ | ------------------ | ------------------ | ------------------ | ----- | ----- |
| Узбекистан       | 2011             | —                   | —                   | —                  | —                  | —                   | —                   | —                  | —                  | 1                  | 0                  | 1     | 0     |
| Узбекистан       | 2012             | 1                   | 0                   | —                  | —                  | —                   | —                   | —                  | —                  | 1                  | 0                  | 2     | 0     |
| Узбекистан       | 2013             | —                   | —                   | —                  | —                  | 1                   | 0                   | —                  | —                  | —                  | —                  | 1     | 0     |
| Всего за карьеру | Всего за карьеру | 1                   | 0                   | 0                  | 0                  | 1                   | 0                   | 0                  | 0                  | 2                  | 0                  | 4     | 0     |